# 新晚報
《新晚報》是香港昔日一份每日傍晚發行的繁體中文報紙，由《大公報》營運，於1950年10月5日創刊，於1997年停刊，為香港最後一份停刊的收費晚報。2012年被收購及以《新晚報》名稱復刊，自稱為《大公報》之子報。

## 歷史

### 創刊
《新晚報》於1950年創刊，當時是一份立場親中共的晚報。另外，早年《新晚報》的副刊曾經因為連載金庸和梁羽生的武俠小說而大受讀者的歡迎。

### 六七暴動

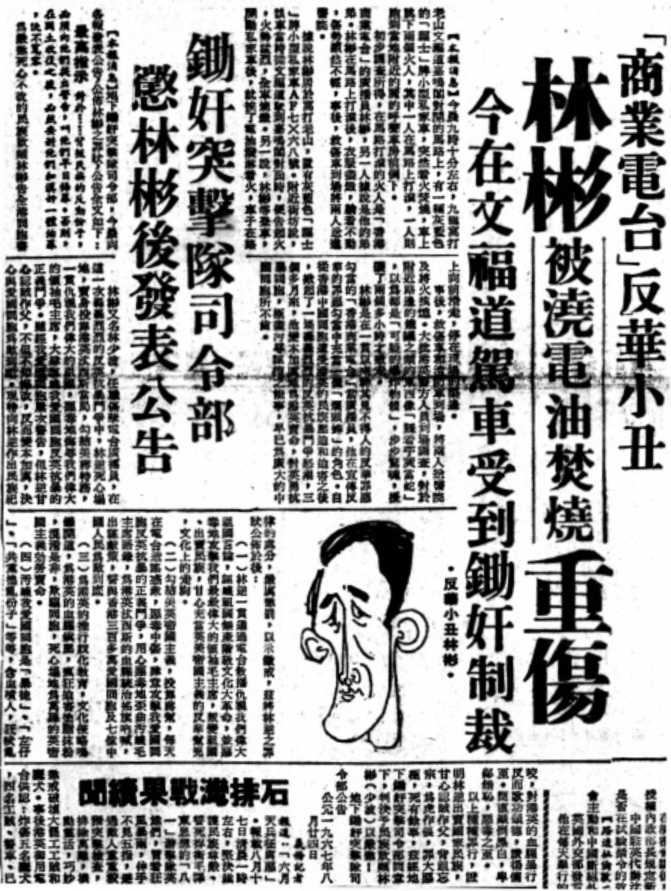
《新晚報》於林彬遇害的當日（1967年8月24日）下午為恐怖組織「地下鋤奸突擊隊」發表公告承認燒殺商業電台節目主持人林彬的責任，左下角的標題則恭賀左派恐怖份子在香港仔石排灣發動炸彈襲擊的「戰果」

1967年8月24日，商業電台節目主持人林彬因為批評左派在六七暴動及清華街慘案的暴行，遭兇徒縱火殺害，鬥委會核心成員羅孚主編的左派報紙《新晚報》，於林彬遇害當日的中午即刊登「地下鋤奸突擊隊」為名的左派組織為燒殺林彬承認責任。

### 停刊
由於香港晚報市場萎縮，到1990年代只剩下《星島晚報》與《新晚報》兩份晚報，《星島晚報》於1996年12月18日停刊後，《新晚報》成為了香港唯一一份綜合性晚報，到了1997年7月27日《新晚報》亦宣布停刊，令到綜合性晚報一度於香港消失。